# Calydia hemithea
Calydia hemithea är en fjärilsart som beskrevs av Druce 1889. Calydia hemithea ingår i släktet Calydia och familjen nattflyn. Inga underarter finns listade i Catalogue of Life.